# Petalidium
Petalidium, biljni rod iz porodice primogovki smješten u podtribus Petalidiinae, dio tribusa Ruellieae, potporodica Acanthoideae. Sastoji se od četrdesetak vrsta u južnoj tropskoj i južnoj Africi. 

## Etimologija
Latinsko ime roda Petalidium potječe od grčke riječi petalon, što je list ili latica.

## Opis
Mali grmovi ili ležeće, višegodišnje biljke. Listovi variraju od jajastih do linearnih. Cvat pazušnih cimesa s nekoliko do mnogo cvjetova; brakteole velike i uočljive, često kožaste i mrežasto prošarane, obuhvaćaju čašku i vjenčić. Čaška razdijeljena skoro do baze; lapova 5. Vjenčić sa 5 raširenih podjednakih lapova; nepce istaknuto poprečno rebrasto. Plod je čahura, spljoštena, sa zadebljanom vršnom "kvrgom". Indijska vrsta Petalidium barlerioides, sinonim je za Eranthemum suffruticosum.

## Vrste
1. Petalidium angustitubum P.G.Mey.
2. Petalidium aromaticum Oberm.
3. Petalidium bracteatum Oberm.
4. Petalidium canescens (Engl.) C.B.Clarke
5. Petalidium cirrhiferum S.Moore
6. Petalidium coccineum S.Moore
7. Petalidium crispum A.Meeuse ex P.G.Mey.
8. Petalidium currorii Benth. ex S.Moore
9. Petalidium cymbiforme Schinz
10. Petalidium elatum Benoist
11. Petalidium englerianum (Schinz) C.B.Clarke
12. Petalidium etendekaense Swanepoel, E.A.Tripp & A.E.van Wyk
13. Petalidium giessii P.G.Mey.
14. Petalidium glandulosum S.Moore
15. Petalidium glutinosum (Engl.) C.B.Clarke
16. Petalidium gossweileri S.Moore
17. Petalidium halimoides (Nees) S.Moore
18. Petalidium huillense C.B.Clarke
19. Petalidium kaokoense Swanepoel
20. Petalidium karasbergense Swanepoel & A.E.van Wyk
21. Petalidium konkiepense Swanepoel & A.E.van Wyk
22. Petalidium lanatum (Engl.) C.B.Clarke
23. Petalidium lepidagathis S.Moore
24. Petalidium linifolium T.Anderson
25. Petalidium lucens Oberm.
26. Petalidium luteoalbum A.Meeuse
27. Petalidium mannheimerae Swanepoel, Nanyeni & A.E.van Wyk
28. Petalidium microtrichum Benoist
29. Petalidium oblongifolium C.B.Clarke
30. Petalidium ohopohense P.G.Mey.
31. Petalidium parvifolium C.B.Clarke ex Schinz
32. Petalidium physaloides S.Moore
33. Petalidium ramulosum Schinz
34. Petalidium rautanenii Schinz
35. Petalidium rossmannianum P.G.Mey.
36. Petalidium rupestre S.Moore
37. Petalidium sesfonteinense Swanepoel & E.A.Tripp
38. Petalidium setosum C.B.Clarke ex Schinz
39. Petalidium spiniferum C.B.Clarke
40. Petalidium subcrispum P.G.Mey.
41. Petalidium tomentosum S.Moore
42. Petalidium variabile (Engl.) C.B.Clarke
43. Petalidium welwitschii S.Moore